# Альтенмор
Альтенмор (нім. Altenmoor) — громада в Німеччині, розташована в землі Шлезвіг-Гольштейн. Входить до складу району Штайнбург. Складова частина об'єднання громад Горст-Герцгорн.
Площа — 6,12 км2. Населення становить 213 ос. (станом на 31 грудня 2020).